# Dzierżoniów
Dzierżoniów (udtale: [d͡ʑɛrˈʐɔɲuf]  ( hør); schlesisk: Rychbach; tysk: Reichenbach im Eulengebirge [ˈʁaɪçn̩bax]) er en by beliggende ved foden af Uglebjergene i i den sydlige del af Voivodskabet Nedre Schlesien i det sydvestlige Polen. Byen har 31.866(2021) indbyggere og et areal på 	20,07 km². Den er administrationsby i powiatet (amt) Dzierżoniów.
Dzierżoniów blev grundlagt i det 13. århundrede og er en historisk Nedre Schlesisk by der er opkaldt efter polske præst og videnskabsmand Jan Dzierżon.
Den har en unik rig arkitektur med en central markedsplads med elegante lejebygninger og et rådhus samt få museer og restauranter.

## Historie
Byen var frem til 1945 var byen kendt som Reichenbach; sammensat af de tyske ord reich (rig, stærk) og Bach (strøm), det refererer til strømmen af Piława-floden. Navnet blev gengivet på polsk som Rychbach. For at skelne mellem andre steder ved navn Reichenbach blev byen i Nedre Schlesien kendt på tysk som Reichenbach im Eulengebirge eller "Reichenbach i Uglebjergene".

## Gallery
- Bymuseum Dzierżoniów (Muzeum Miejskie Dzierżoniowa)
- Torvet (Rynek)
- Rådhuset(Ratusz)
- Rådhuset
- St. Maria, Kirkens Moderkirke
- Valerian Tevzadzes hus
- Panorama fra byens udkant
- Historisk bygning
- Historisk byhus
- Politistation
- Bankbygning
- Vandtårn